# Kopf und Kragen
Kopf und Kragen ist eine Sammlung von Texten Feridun Zaimoğlus aus unterschiedlichen Zusammenhängen. Das 2001 im Rotbuch Verlag und später auch im S. Fischer Verlag veröffentlichte „Kanak-Kultur-Kompendium“ enthält Zeitschriften- und Zeitungsartikel, einen Vortrag und einen Fachbuchbeitrag sowie Erstveröffentlichungen fiktiver Interviews des Autors. Eine Hörbuchausgabe mit verschiedenen Sprechern folgte noch im Erscheinungsjahr bei Hoffmann und Campe. Alle Texte sind um das Jahr 2000 entstanden.

## Inhalt
Den größten Teil des Buchs nehmen die fiktiven Interviews ein, in denen Zaimoğlu nach Ansicht von Cristina Nord (Die Zeit) „seine persönlichen Feindfiguren wie Wiglaf Droste oder Benjamin von Stuckrad-Barre hinter falschen Namen versteckt“, um sie der Lächerlichkeit preiszugeben. Die Kopf-und-Kragen-Figur Tassilo von Talkau-Marl lässt sich beispielsweise als Benjamin von Stuckrad-Barre entschlüsseln. Eigentlich eine „lose Zusammenstellung von Kurzgeschichten“ (Daniel Bax) sahen einige Kritiker deshalb wohl auch eine Abrechnung mit der Popliteratur in dem Buch. 
Die Texte wurden in mehrere Abteilungen gruppiert: Quartiere, Um Kopf und Kragen: Galaxy im Gespräch I, Export-Import, Um Kopf und Kragen: Galaxy im Gespräch II, Privatleben, Um Kopf und Kragen: Galaxy im Gespräch III, Lifestyle, Um Kopf und Kragen: Galaxy im Gespräch IV und Nachruf.